# Anthotroche myoporoides
Anthotroche myoporoides là loài thực vật có hoa trong họ Cà. Loài này được C.A.Gardner mô tả khoa học đầu tiên năm 1942.